# Seniga
Seniga ist eine norditalienische Gemeinde (comune) mit 1425 Einwohnern (Stand 31. Dezember 2023) in der Provinz Brescia in der Lombardei. Die Gemeinde liegt etwa 35 Kilometer südsüdwestlich von Brescia und etwa 16 Kilometer nordöstlich von Cremona am Oglio im Parco dell'Oglio Nord und grenzt unmittelbar an die Provinz Cremona.